# Forteresse de Soroca
La forteresse de Soroca est un ouvrage défensif du bas Moyen Âge situé au bord du fleuve Nistre (plus connu sous son nom russe de Dniestr) dans la cité de Soroca, en Moldavie.

## Histoire
Les sources historiques (carte de Ptolémée entre autres) mentionnent, depuis près de 2000 ans, quelques villes au bord du Nistre, alors appelé Tyras ; cependant il est encore difficile de dater l’apparition de la ville de Soroca. La théorie la plus répandue est qu’elle fut une escale génoise sur la « route de l’ambre et de la soie » entre la mer Baltique et la mer Noire, construite ici à un emplacement stratégique près d’un gué.
Les Génois sont en effet présents sur les bords de la mer Noire depuis le début du XIIIe siècle où l’on retrouve leurs comptoirs à Constantinople, Caffa et Azov. Mais c’est à partir du XIVe siècle qu’ils s’installent à l’embouchure du Nistre, dans la ville de Cetatea Albă (Montecastro), se servant du fleuve comme un axe de communication avec le nord du pays et la Pologne.
Soroca, alors appelée Policromia ou Olihonia, faisait partie, avec Hotin (aujourd’hui Khotin en Ukraine), Tighina et Cetatea Albă, des quatre escales fortifiées pour la navigation fluviale sur le Nistre, situées près des quatre principaux gués du fleuve, où passaient alors des bolozanes (chalands fluviaux à rame et voile) convoyant l’ambre et les fourrures de la mer Baltique vers Trébizonde et Constantinople, et dans l’autre sens la soie, les perles, le miel, les épices vers les pays du Nord. Les bolozanes n’avaient pas toujours assez de tirant d'eau pour passer les gués en été, à l’étiage, et il fallait alors débarquer les marchandises et changer d’embarcation, tout en surveillant le gué pour éviter les incursions venues de l’Est. Voie fluviale des Varègues (Vikings de la Baltique) vers l’Empire byzantin, le Nistre était également une frontière entre, à l’Ouest (rive droite), le monde villageois et citadin des populations sédentaires chrétiennes (ici moldaves) vivant d’agriculture et de commerce dans une mosaïque de prés, bocages et forêts, et, à l’Est (rive gauche), le monde des steppes, domaine des Onogoures, Khazars, Pétchénègues, Coumans, Mongols ou Tatars païens (chamanistes) et plus tard musulmans, vivant de campagnes guerrières et d’élevage extensif dans la steppe pontique et jusqu’en Asie centrale d’où ils arrivaient successivement.
C’est pourquoi ces sites, dont Soroca, sont de plus en plus fortifiés par les souverains moldaves : tous sont convoités et fréquemment assiégés par les peuples guerriers des steppes, par le royaume Polono-Lituanien, par l’Empire ottoman et par l’Empire russe (qui, en 1812, finira par tous les annexer).
Il est difficile de dater précisément le début de la construction de la forteresse actuelle, que l’on situe globalement dans la seconde partie du XVe siècle. Le plus souvent, la construction de l’ouvrage de pierre est attribuée à Étienne III le Grand, même si certaines sources laissent sous-entendre que son fils Pierre IV Rareș aurait pu reconstruire ou en renforcer les défenses en 1543. De même, le chroniqueur Moldave Miron Costin laisse planer un doute lorsqu’il évoque « Petru-Vodǎ » à propos de Soroca, nom qui peut faire référence à Pierre IV Rareș, fils d’Étienne III, ou à Petru II (1375-1391), prince de Moldavie bien plus ancien.
L’historien et spécialiste N. Bulat penche, lui, pour une construction de la forteresse en plusieurs étapes par plusieurs monarques différents qui lui aurait donné son aspect final actuel.
Quoi qu’il en soit la première mention d'un ouvrage défensif est clairement attesté en 1499 par le "pîrcălab" de la cité (gouverneur militaire, voir les offices des principautés roumaines).

## Architecture
Un ouvrage défensif de bois et de terre, aussi facile à reconstruire qu’à détruire, s’élevait ici bien avant l’avènement de Étienne III, car les recherches archéologiques menées en 1968-1969 ont trouvé des trous de poteaux de palissade et des traces de fossés.
L’ouvrage en pierre visible aujourd’hui est construit selon les meilleurs codes de poliorcétique des places fortes d’Europe de l'Ouest élaborés lors des XIIIe et XIVe siècles :
- les murs, de même que les tours, sont arrondis au lieu d’être droits pour mieux encaisser les chocs.
- La construction de tours permettait de dégager des angles de tir pour mieux couvrir la base des murs, point faible de toute fortification.
- La forteresse présente un diamètre total d’une trentaine de mètres, tandis que les 4 tours rondes ont un diamètre de 3 mètres. Les tours possèdent 4 étages, les deux premiers servant de réserve à l’artillerie, les autres à l’infanterie. Les murs ont 3 mètres d’épaisseur et étaient entourés d’anciennes douves, comblées depuis. La tour principale de l’entrée disposait de 3 portes, d’une herse qui en temps de guerre était abaissée et d’un pont levis.
* L’espace libéré par la herse à l’étage supérieur permettait d’aménager une chapelle pour la garnison assiégée. Cette garnison était constituée de 200 à 250 soldats et pouvaient être renforcée par des paysans des environs[4].

Ce degré d’expertise a longtemps fait penser que le monument pourrait être l’œuvre de travailleurs et d’architectes occidentaux (Génois ou Transylvains ayant voyagé en Europe où ils puisèrent des idées). Néanmoins, malgré son architecture élaborée, la forteresse de Soroca est obsolète vers la fin du XVe. En effet, son achèvement est contemporain de l’utilisation de plus en plus prononcée de la poudre qui rend toute fortification médiévale vulnérable aux nouvelles armes à feu.

## Restauration et Conservation
Les photos des années 1980 montrent bien l’état lamentable de l'édifice durant la période soviétique. Cependant entre 2007 et 2013 la forteresse de Soroca a bénéficié de subventions de l’Union européenne pour sa restauration et sa conservation dans le cadre du projet transfrontalier « Bijoux Médiévaux » qui comprenait les monuments de Suceava (Roumanie), Hotin (Ukraine) et Soroca.

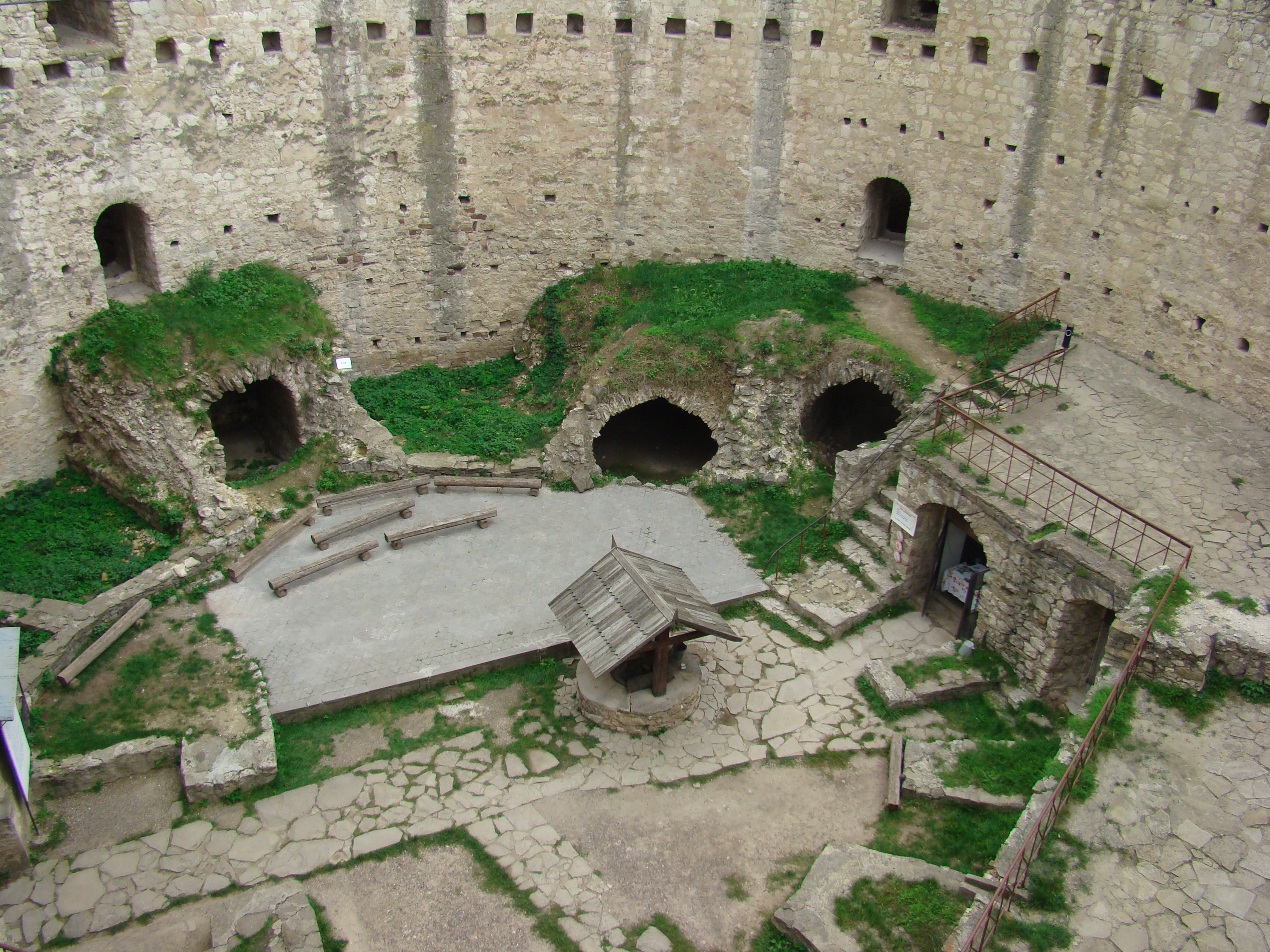
La cour intérieure, avec les celliers et le puits.

Si la première phase du projet est terminée, à savoir reconstruire les toits des tours pour les protéger des intempéries, ainsi que renforcer la tour principale, il reste une seconde phase en attente de financements. À terme, la forteresse devrait ressembler à son aspect originel avec la construction de galeries extérieures en bois (voir « liens externes » pour plus d'informations).
Parmi les anciennes citadelles moldaves du Nistre, la forteresse de Soroca est la seule à se trouver aujourd’hui sous souveraineté moldave, car Hotin, Tighina et Cetatea Albă se trouvent soit en Ukraine (la première et la dernière) soit sous contrôle russe (Tighina). Par conséquent, Soroca est la seule à avoir conservé in situ les inscriptions des souverains moldaves et à avoir retrouvé sa tête d’aurochs de la Principauté sculptée au-dessus du portail, qui avait été enlevée comme « symbole du féodalisme » à l’époque soviétique comme dans les trois autres forteresses (qui n’ont pas retrouvé les leurs, le trou étant recouvert par les armoiries des villes ukrainiennes modernes en Ukraine, et par l’aigle bicéphale russe, en métal, à Tighina).
Un festival médiéval s’est tenu le 17 mai 2015 à l’occasion de la fin des travaux de la forteresse.

## Galerie

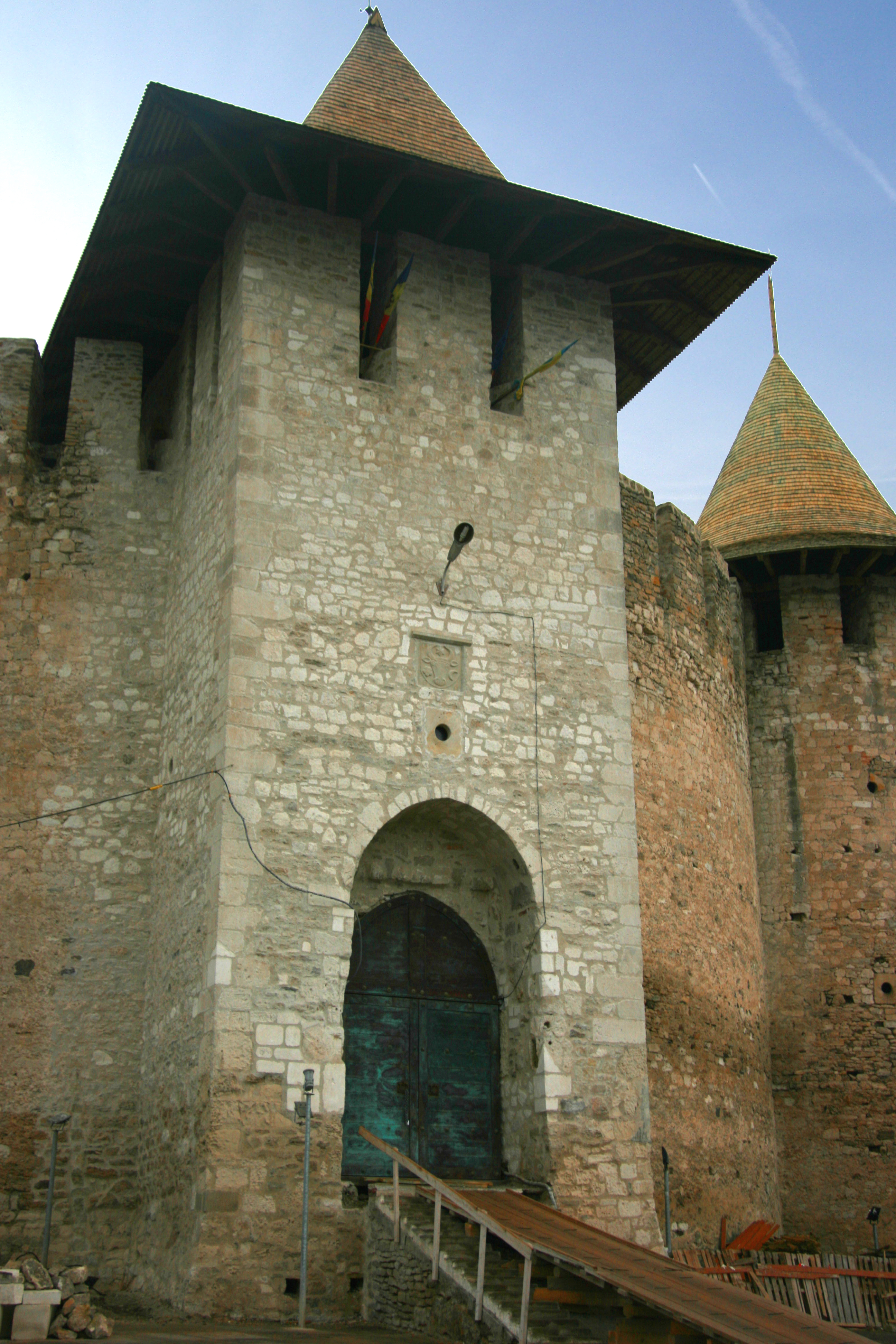
Tour principale, face au Dniestr
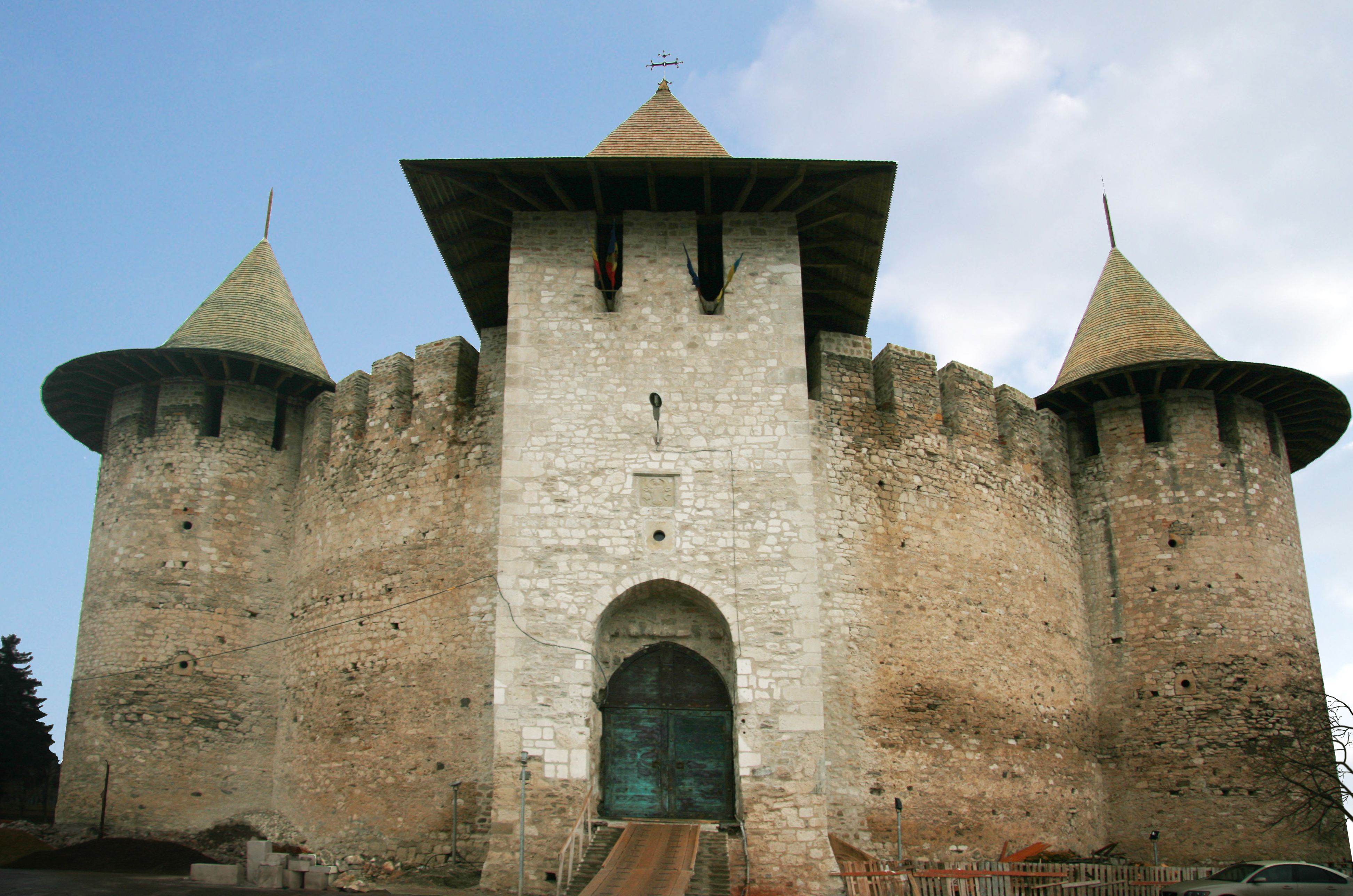
Façade sud-est, avec la tête d’aurochs au-dessus du portail
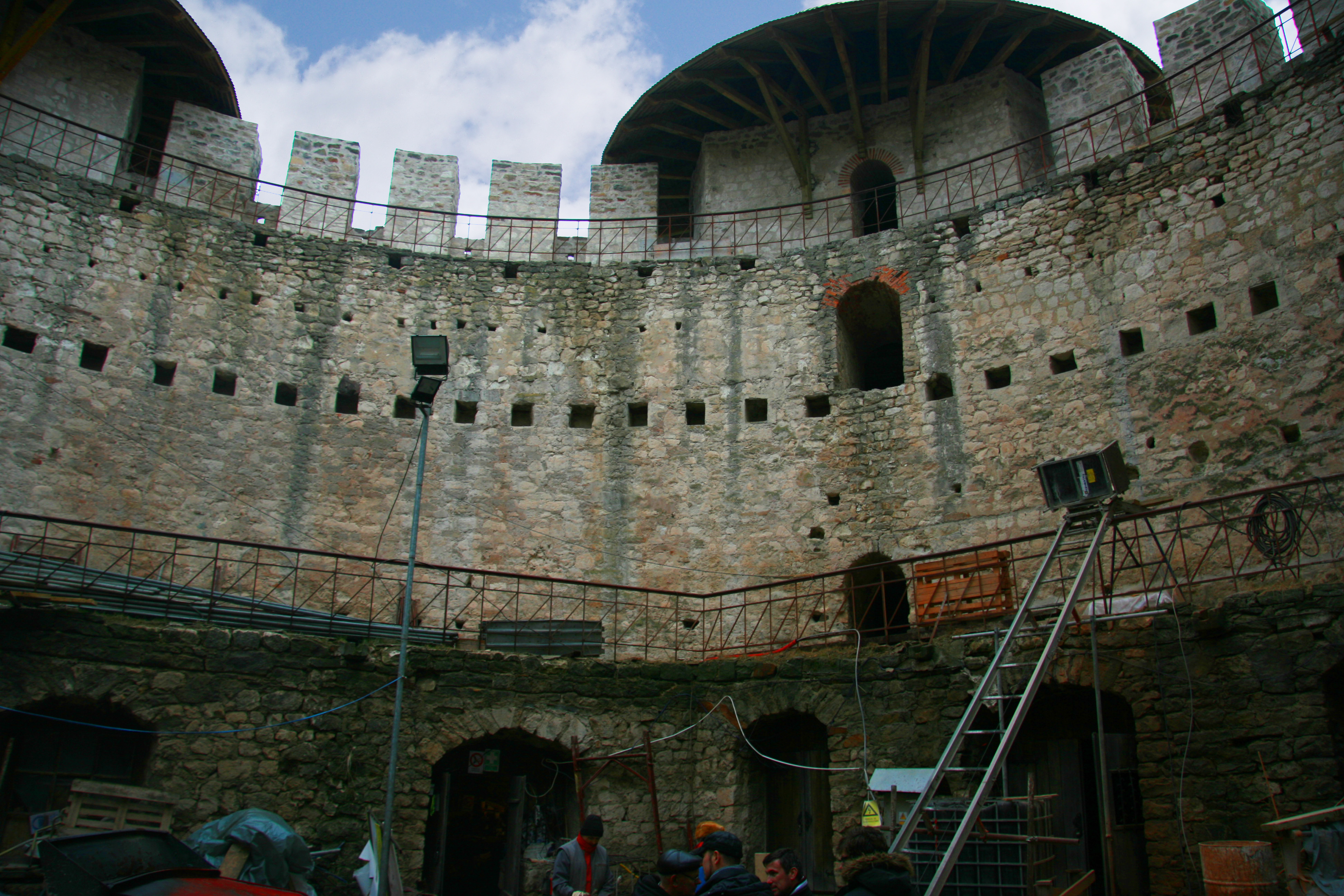
Galerie intérieure
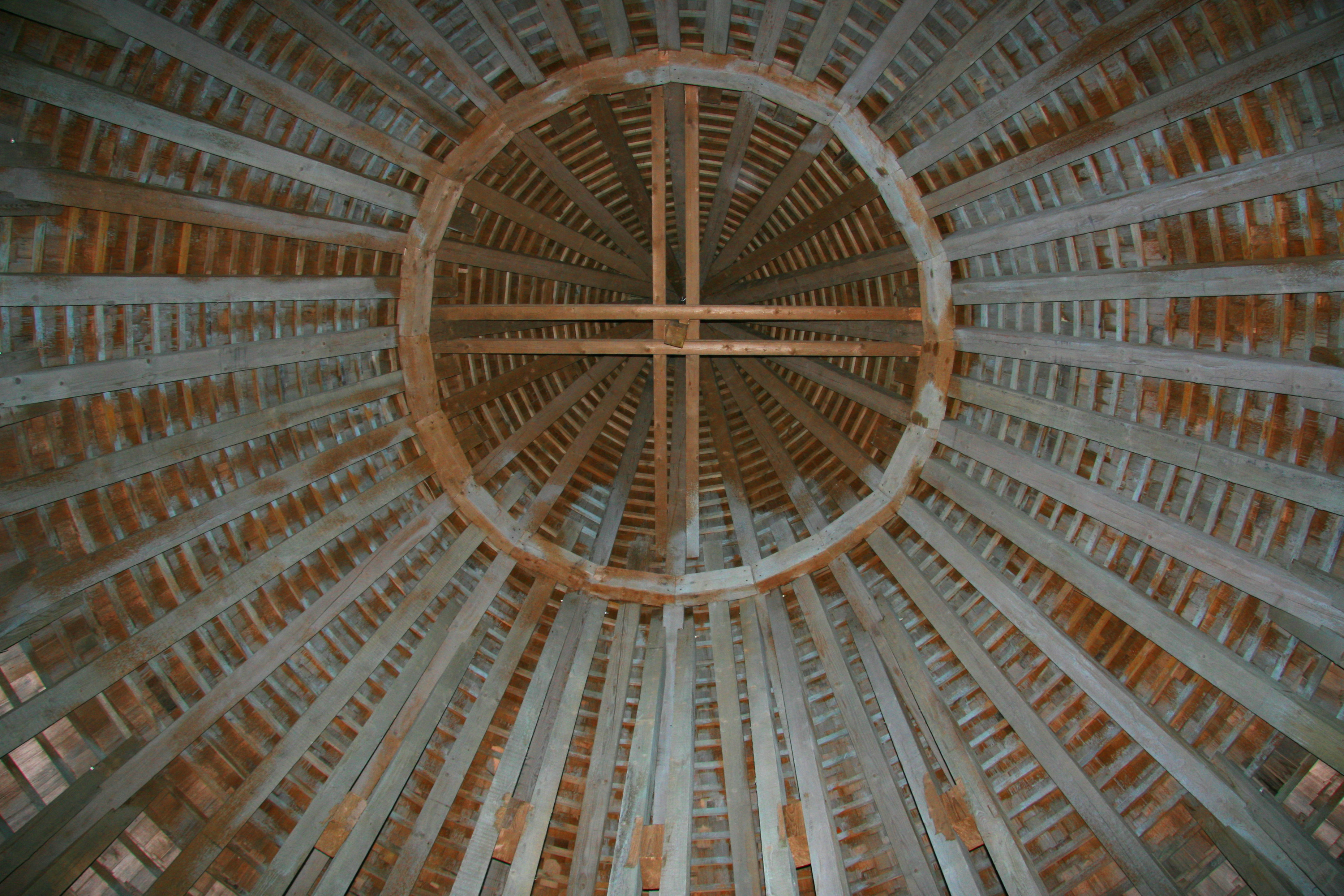
Charpente d'une toiture
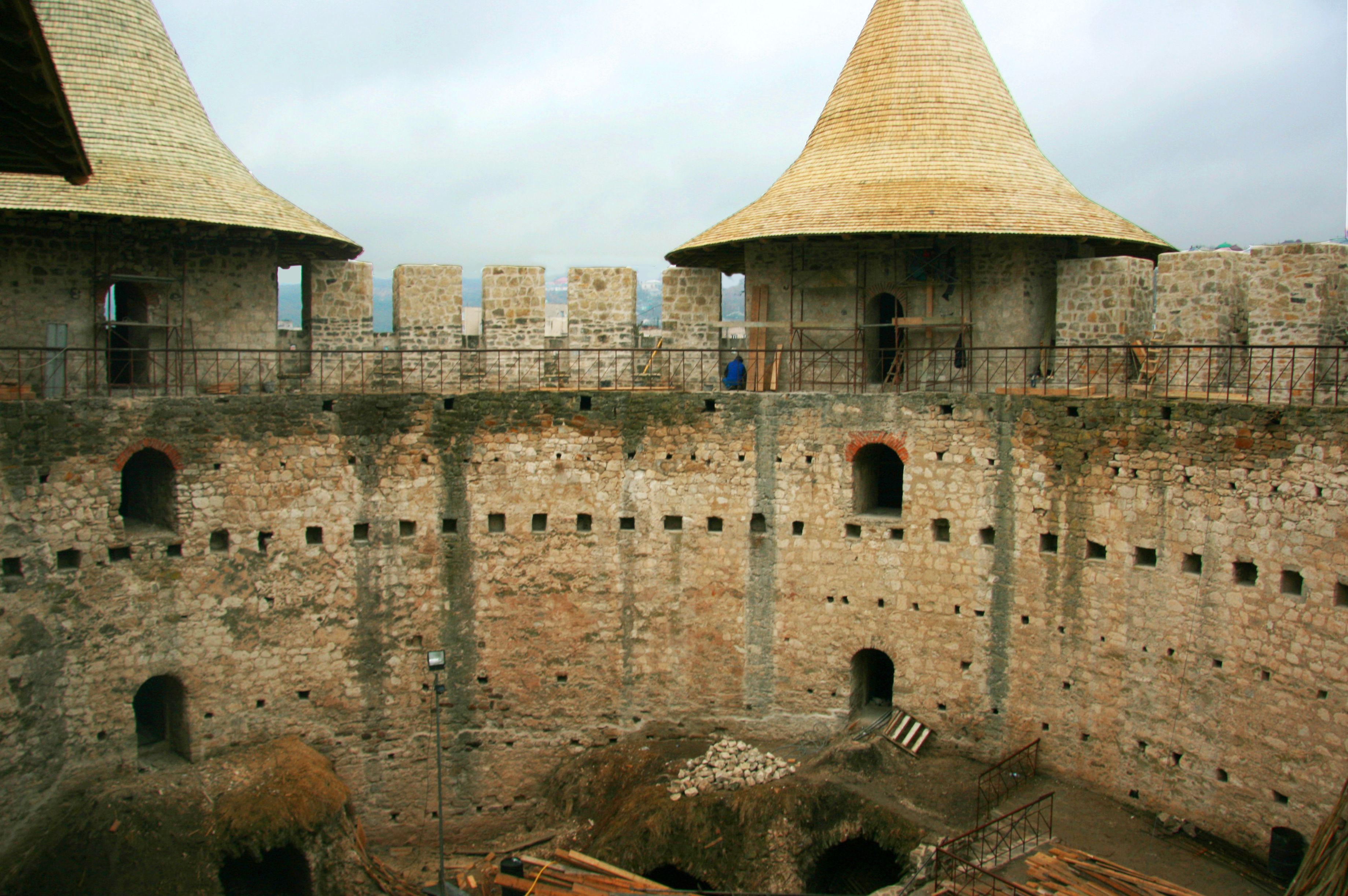
Galerie et cour intérieure
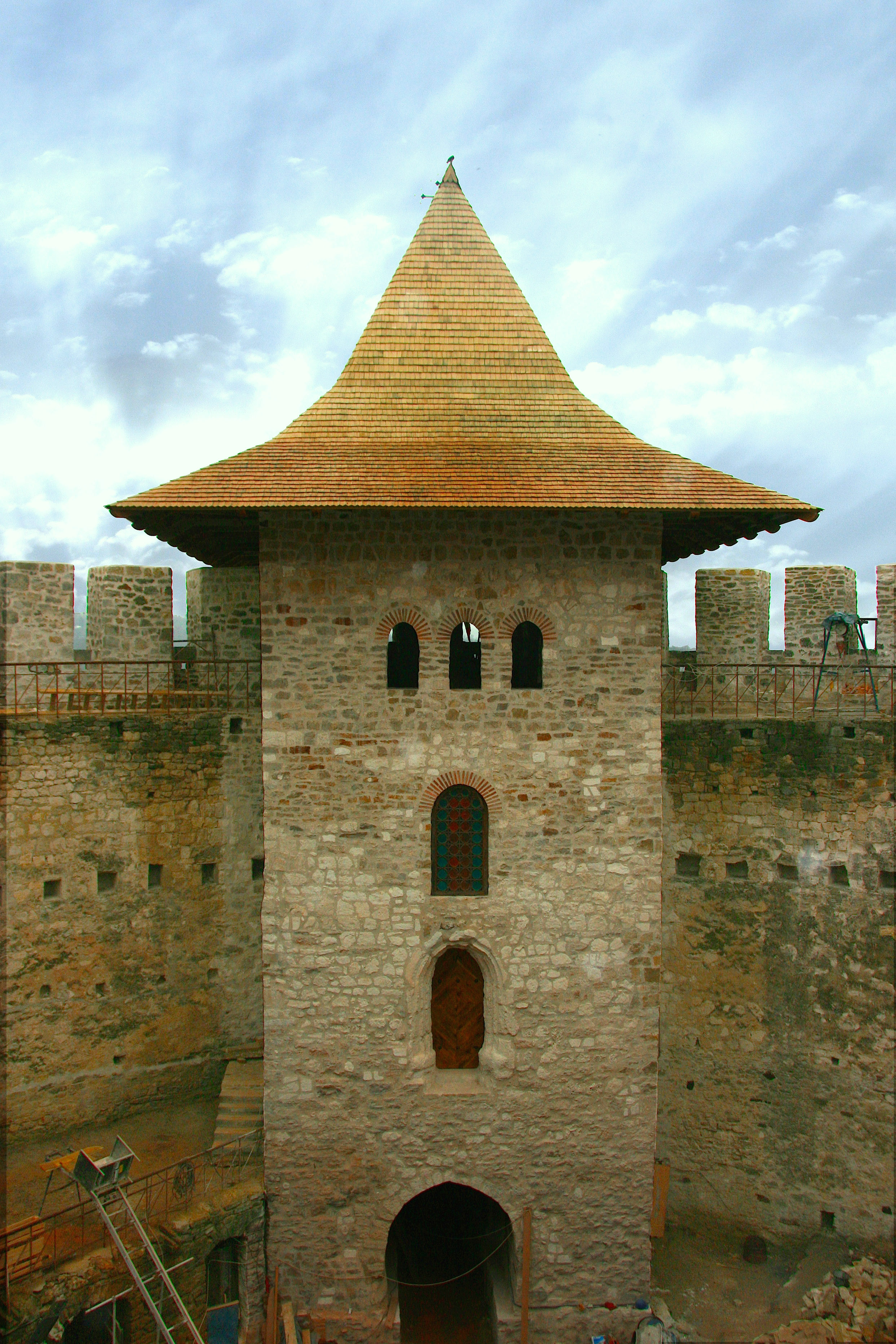
Tour principale, vue de la cour
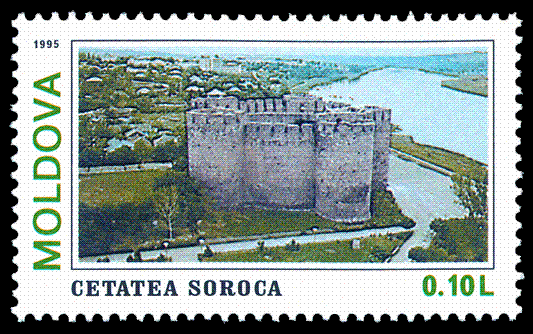
Timbre moldave avec la forteresse, sans sa toiture
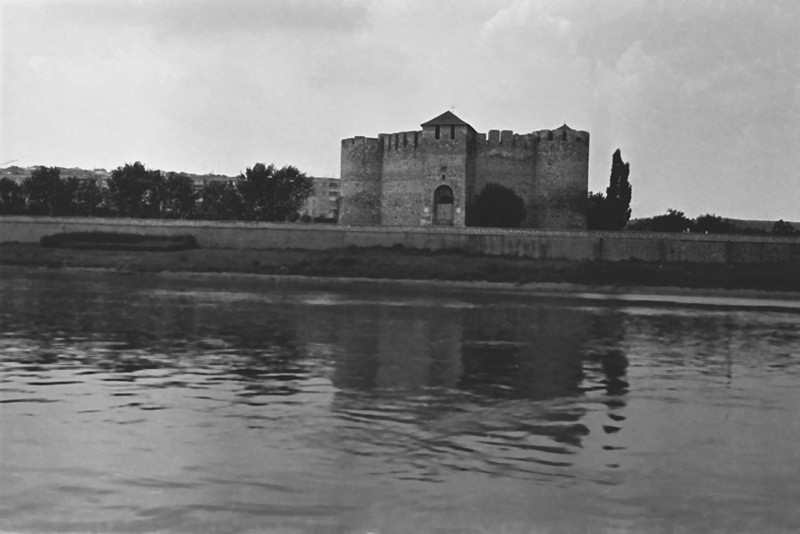
La forteresse à l’époque soviétique
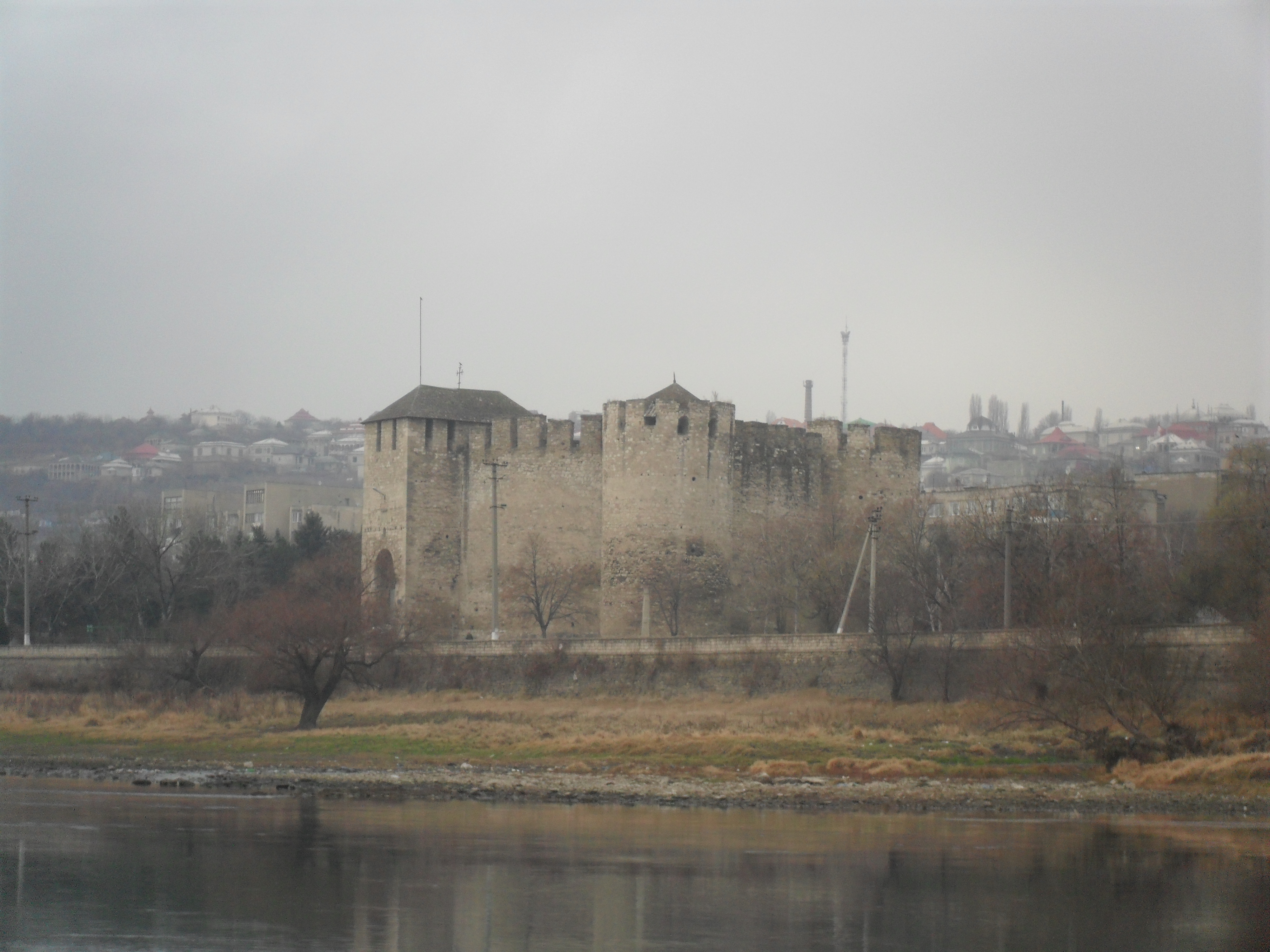
La forteresse avant le début de la restauration
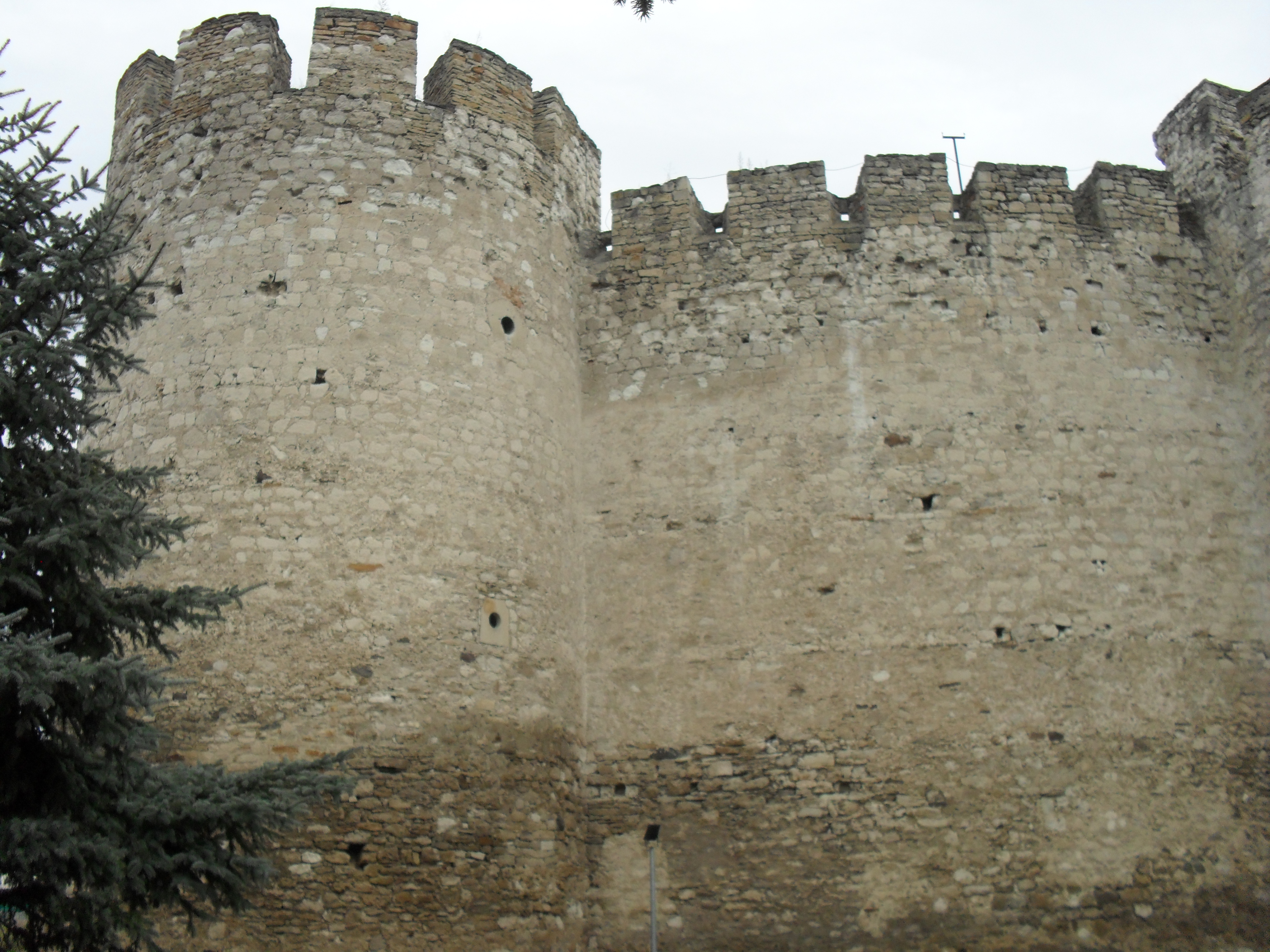
Idem
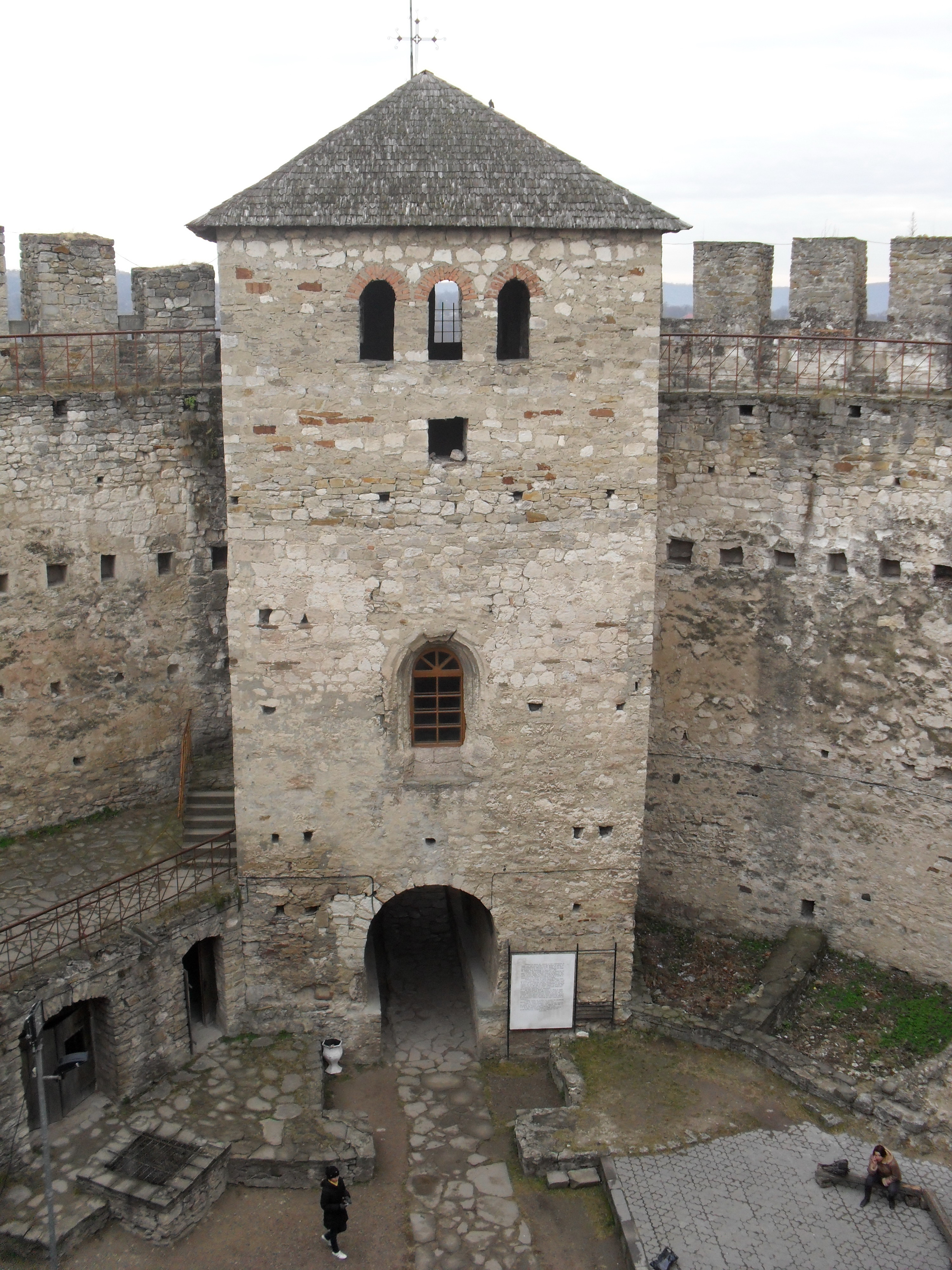
Idem